# Hannes van Asseldonk

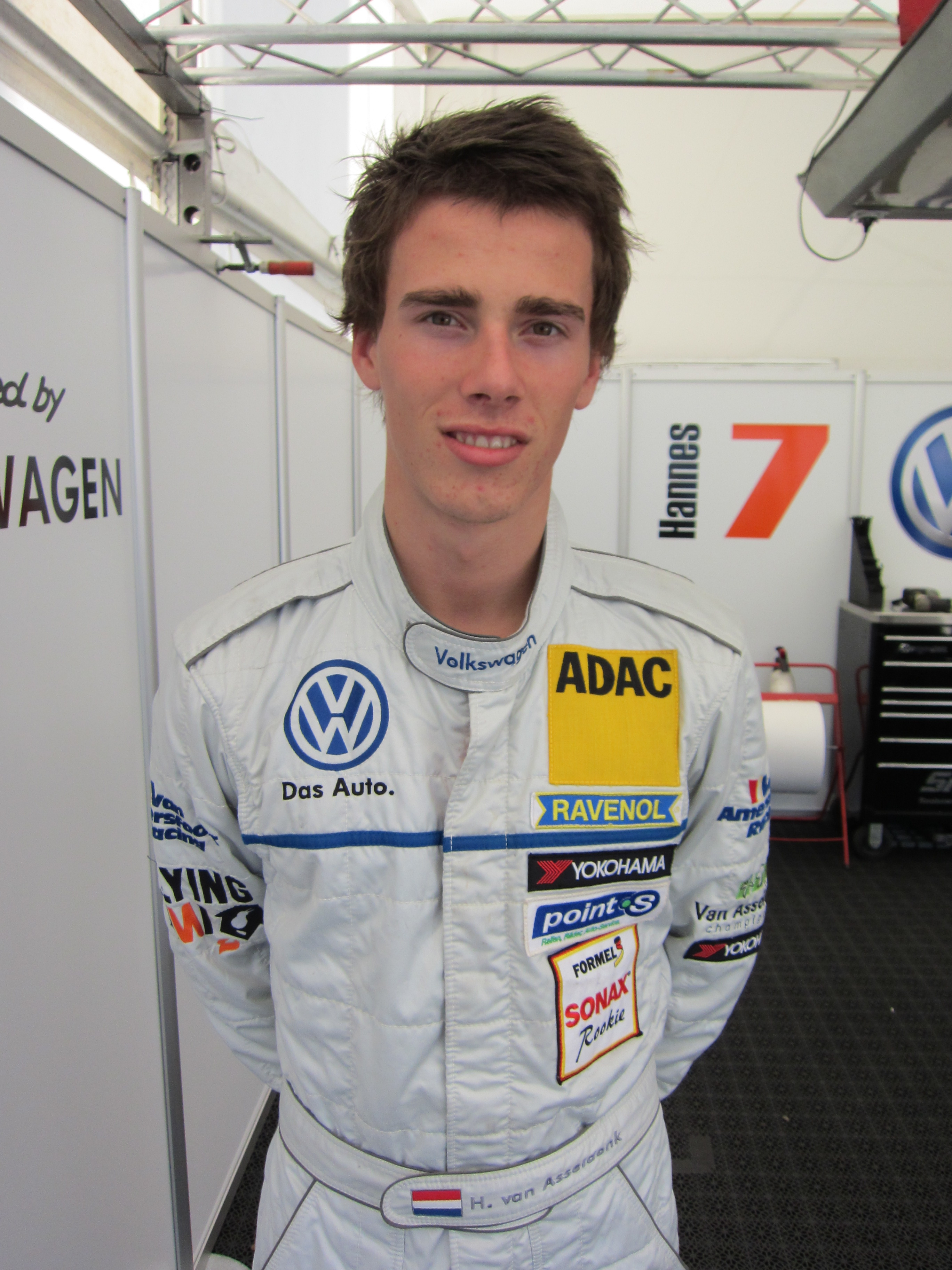
Van Asseldonk in 2011.

Hannes van Asseldonk (Boekel, 10 januari 1992) is een voormalig Nederlands autocoureur.

## Carrière

### Vroege carrière
In 2007 maakte Van Asseldonk zijn debuut in het karting in de Junior Rotax Max. In 2008 werd hij kampioen in de Benelux Karting Series met zeven punten voorsprong op de nummer twee Bastian Hummel. Ook eindigde hij als derde in de Nederlandse Kart-2-Car Challenge en vierde in de Rotax Max Challenge Grand Finals. In 2009 stapte hij over naar de KZ2-karts, waar hij als beste resultaat een vijfde plaats had in de Chrono Winter Cup.
In 2010 maakte Van Asseldonk zijn debuut in het formuleracing in de Formule BMW Pacific voor het team Motaworld Racing als gastcoureur. Dit was een voorbereiding op zijn debuut in de Europese Formule BMW later in 2010 voor het team Josef Kaufmann Racing, waar hij naast Robin Frijns en Petri Suvanto reed. Hij behaalde twee podiumposities op de Hockenheimring en op Monza, waarmee hij als zevende in het hoofdkampioenschap eindigde en als tweede rookie achter Carlos Sainz jr. Ook nam hij deel aan de laatste drie raceweekenden van de Formule Abarth voor het team Prema Junior. Hij won drie van de zes races waarin hij deelnam, waardoor hij uiteindelijk als zesde in het kampioenschap eindigde.

### Formule 3
Van Asseldonk maakte in 2011 zijn debuut in de Formule 3 in het Duitse Formule 3-kampioenschap voor het team Van Amersfoort Racing, waar hij naast zijn landgenoot Jeroen Mul en de Nieuw-Zeelander Richie Stanaway reed. Met vijf podiumplaatsen en twee pole positions op Oschersleben en Assen eindigde hij als vijfde in het kampioenschap, terwijl Stanaway kampioen werd. Ook nam hij deel aan de ronde op Spa-Francorchamps van het Britse Formule 3-kampioenschap, wat ook meetelde voor de Formule 3 International Trophy, voor Van Amersfoort, waarbij hij een vierde plaats en de snelste ronde behaalde in de tweede race. Hij werd eerste en tweede in een gastrace in het Oostenrijkse Formule 3-kampioenschap op de Hockenheimring. Hij nam ook deel aan de Grand Prix van Macau voor  Hitech Racing, waarin hij op de vijfde plaats de beste rookie was.
In 2012 nam Van Asseldonk deel aan het Britse Formule 3-kampioenschap voor het team Fortec Motorsports. Met enkele vierde plaatsen als beste resultaat eindigde hij als negende in het kampioenschap. Voor Fortec werd hij na Marcel Albers, Jos Verstappen, Tom Coronel en Giedo van der Garde de vijfde Nederlander die op het podium eindigde tijdens de Masters of Formula 3 op het Circuit Park Zandvoort. Hij eindigde als derde achter Daniel Juncadella en Raffaele Marciello. Vervolgens nam hij ook deel aan de Grand Prix van Macau voor het Prema Powerteam. Hij kwalificeerde zich als elfde, eindigde als achtste in de kwalificatierace, maar viel in de hoofdrace na een ronde al uit door een ongeluk. Dit was, naar later bleek, de laatste autorace van Van Asseldonk, aangezien hij volgens zichzelf niet goed genoeg was om de Formule 1 te halen en omdat hij niet genoeg budget had.

### Toyota Racing Series
In de winter van 2012 maakte Van Asseldonk zijn debuut in de Toyota Racing Series in Nieuw-Zeeland voor het team Giles Motorsport. In het eerste raceweekend in Teretonga behaalde hij meteen twee overwinningen. Later in Taupo voegde hij hier nog een derde overwinning aan toe. Uiteindelijk eindigde hij als tweede in het kampioenschap met 176 punten achterstand op zijn teamgenoot Nick Cassidy.